# Falvy
Falvy est une commune française située dans le département de la Somme, en région Hauts-de-France.

## Géographie

### Localisation
Falvy est un village picard de la haute vallée de la Somme, situé à 12 km au sud de Péronne et à 8 km de Nesle.
Il est aisément accessible par l'ancienne route nationale 37 (actuelle RD 937) reliant Château-Thierry à Péronne et par les autoroutes A29 et A1.
Il est limité au nord par l'autoroute A29.

### Hydrographie

#### Réseau hydrographique
La commune est située dans le bassin Artois-Picardie. Elle est drainée par la rivière Somme , le Falvy, le fleuve la Somme, l'Épénancourt et un autre petit cours d'eau.
La Somme est un fleuve du nord de la France, en région Hauts-de-France, qui traverse les deux départements de l'Aisne et de la Somme. Il prend sa source dans la commune de Fonsomme et se jette  dans la Manche par la baie de Somme entre Le Crotoy et Saint-Valery-sur-Somme.

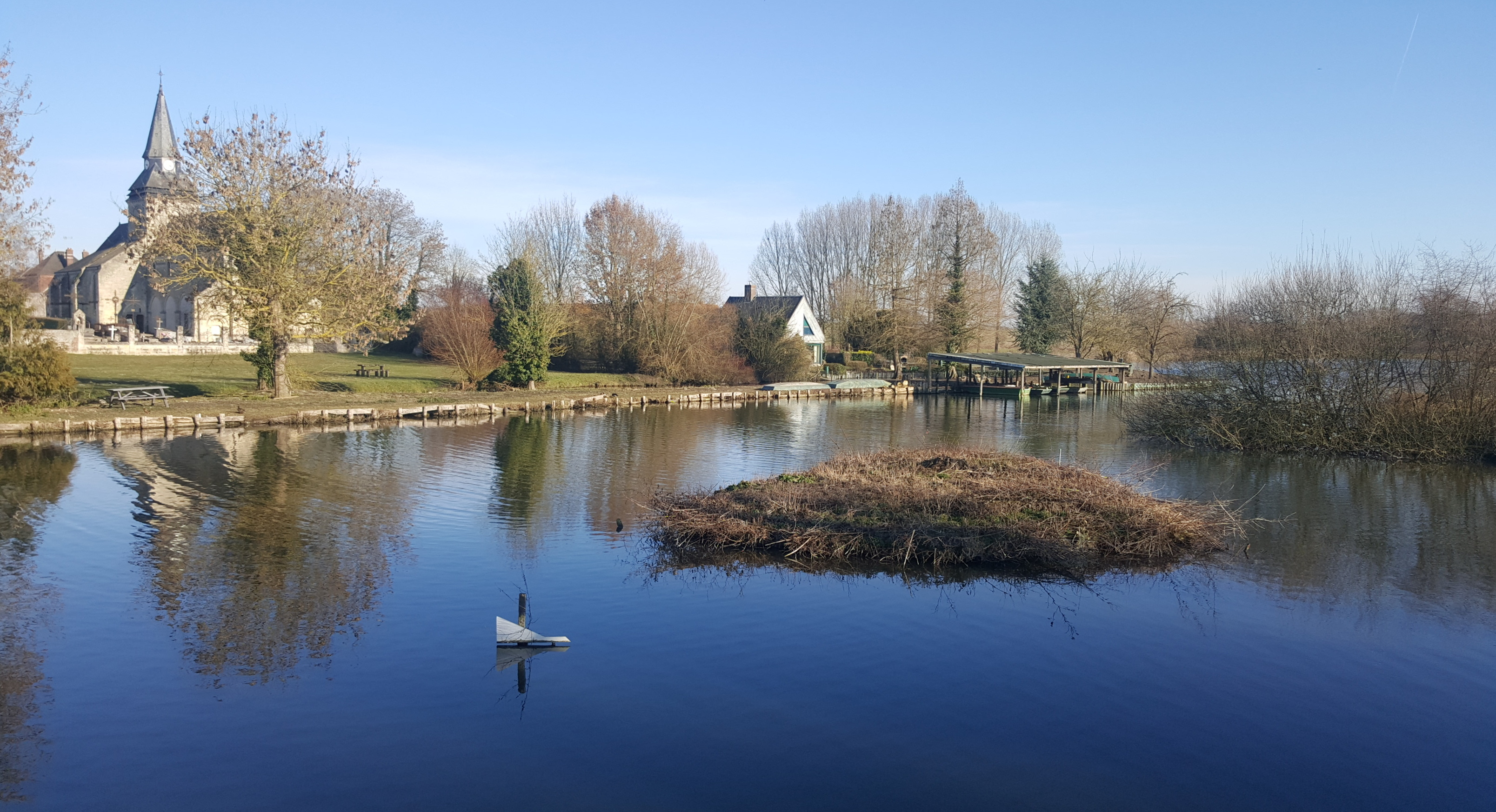
L'étang et l'église de Falvy, Somme, France.
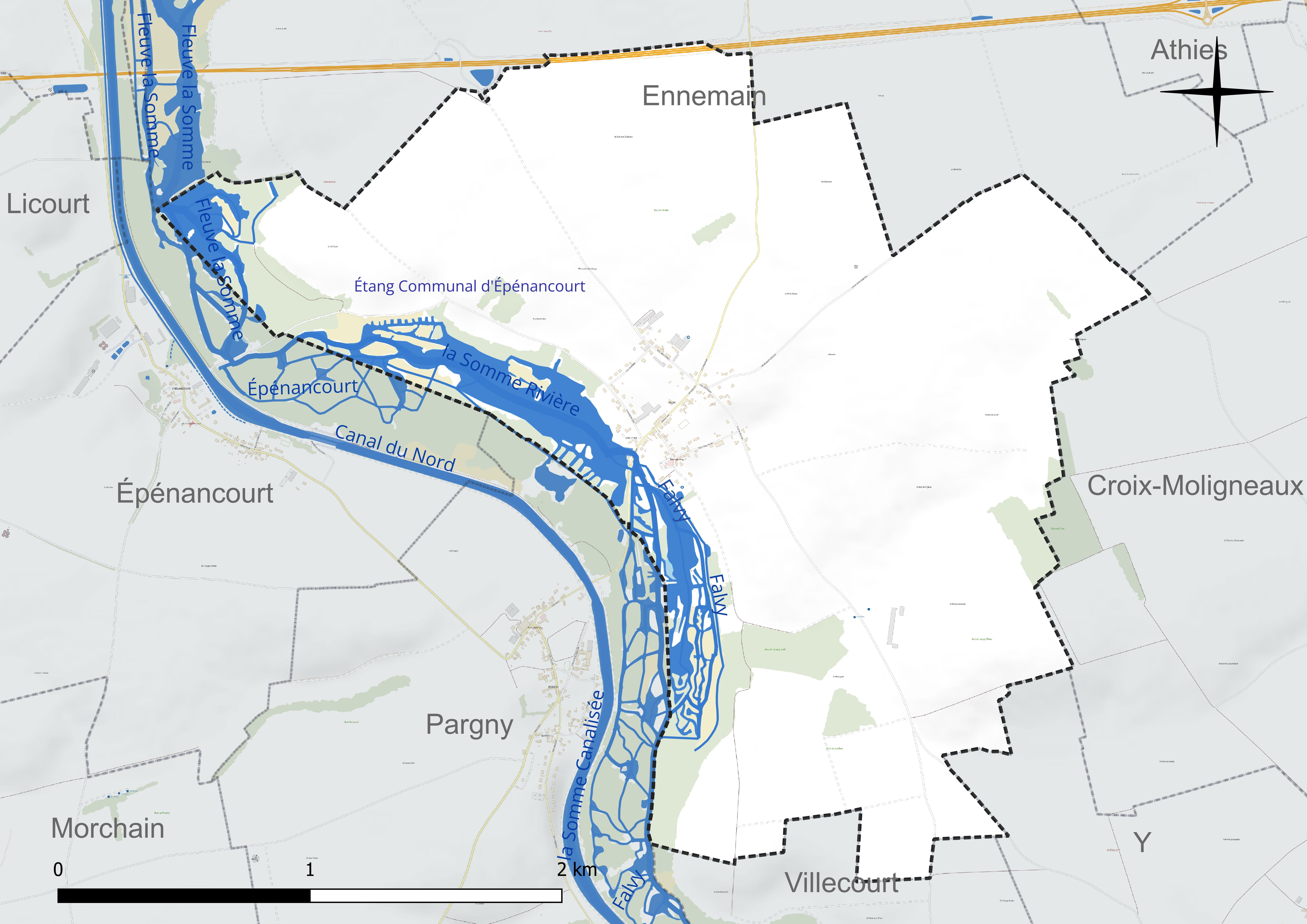
Réseau hydrographique de Falvy.

#### Gestion et qualité des eaux
Le territoire communal est couvert par le schéma d'aménagement et de gestion des eaux (SAGE) « Haute Somme ». Ce document de planification concerne un territoire de 1 798 km2 de superficie, délimité par le bassin versant de la Haute Somme est constitué d'un réseau hydrographique complexe de cours d'eau, de marais, d'étangs et de canaux. Le périmètre a été arrêté le 21 avril 2006 et le SAGE proprement dit a été approuvé le 15 juin 2017. La structure porteuse de l'élaboration et de la mise en œuvre est le syndicat mixte d'aménagement hydraulique du bassin versant de la Somme (AMEVA).
La qualité des cours d'eau peut être consultée sur un site dédié géré par les agences de l'eau et l'Agence française pour la biodiversité.

### Climat
Pour des articles plus généraux, voir Climat des Hauts-de-France et Climat de la Somme.
En 2010, le climat de la commune est de type climat océanique dégradé des plaines du Centre et du Nord, selon une étude du CNRS s'appuyant sur une série de données couvrant la période 1971-2000. En 2020, Météo-France publie une typologie des climats de la France métropolitaine dans laquelle la commune est exposée à un climat océanique et est dans la région climatique Nord-est du bassin Parisien, caractérisée par un ensoleillement médiocre, une pluviométrie moyenne régulièrement répartie au cours de l'année et un hiver froid (3 °C).
Pour la période 1971-2000, la température annuelle moyenne est de 10,4 °C, avec une amplitude thermique annuelle de 15,1 °C. Le cumul annuel moyen de précipitations est de 700 mm, avec 11,8 jours de précipitations en janvier et 9,1 jours en juillet. Pour la période 1991-2020, la température moyenne annuelle observée sur la station météorologique la plus proche, située sur la commune d'Estrées-Mons à 7 km à vol d'oiseau, est de 11,0 °C et le cumul annuel moyen de précipitations est de 647,5 mm,. Pour l'avenir, les paramètres climatiques de la commune estimés pour 2050 selon différents scénarios d'émission de gaz à effet de serre sont consultables sur un site dédié publié par Météo-France en novembre 2022.

## Urbanisme

### Typologie
Au 1er janvier 2024, Falvy est catégorisée commune rurale à habitat dispersé, selon la nouvelle grille communale de densité à sept niveaux définie par l'Insee en 2022.
Elle est située hors unité urbaine et hors attraction des villes,.

### Occupation des sols
L'occupation des sols de la commune, telle qu'elle ressort de la base de données européenne d'occupation biophysique des sols Corine Land Cover (CLC), est marquée par l'importance des territoires agricoles (76,6 % en 2018), une proportion identique à celle de 1990 (76,6 %). La répartition détaillée en 2018 est la suivante : 
terres arables (75,1 %), eaux continentales (7,6 %), zones urbanisées (6,9 %), forêts (5,5 %), zones humides intérieures (3,4 %), zones agricoles hétérogènes (1,5 %). L'évolution de l'occupation des sols de la commune et de ses infrastructures peut être observée sur les différentes représentations cartographiques du territoire : la carte de Cassini (XVIIIe siècle), la carte d'état-major (1820-1866) et les cartes ou photos aériennes de l'IGN pour la période actuelle (1950 à aujourd'hui).

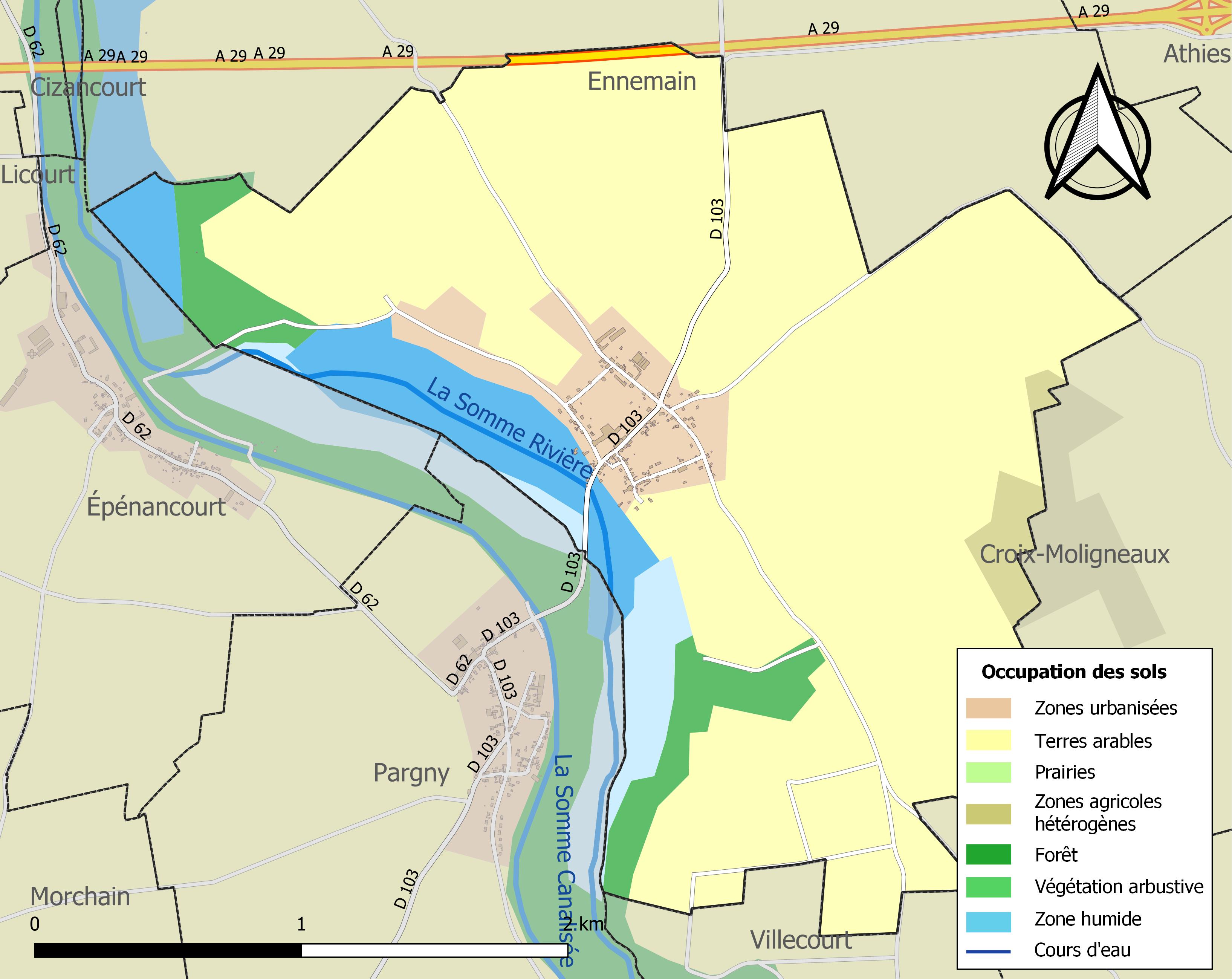
Carte des infrastructures et de l'occupation des sols de la commune en 2018 (CLC).

## Toponymie
Fala - puis Fal viacum, Faleviacum en 1135 ; Falevi en 1142 ; Falvi en 1143 ; Phalevi en 1146 ; puis Flavi en 1152 ; Falevy en 1230 ; Falvy en 1347 ; Falevy-sur-Somme en 1567 ; Falny en 1573 ; Flavy en 1579 ; Tahy en 1638 ; Tany en 1657 ; Sulvy en 1681 ; Faalvy en 1697 ; Flavy-sur-Somme en 1728.

## Histoire
Falvy, ainsi que Nesle, trouve ses origines comme village gaulois.
En général, les seigneurs de Nesle et de Falvy, aux XIIe et XIIIe siècles, sont aussi comtes de Soissons.
Dates principales :
- Présence romaine (tour en bois commandant le passage de la Somme)
- Xe siècle : donjon en pierre sur pilotis
- Le village est une Tenure des comtes de Vermandois

Première Guerre mondiale
Le 22 novembre 1916, 23e victoire de Georges Guynemer à Falvy. Celui-ci en comptabilisera 53 pendant la Grande Guerre, dont 21 dans la Somme (Saint-Christ, Nesle, etc.).
Le 9 août 1918, le pont de Falvy est bombardé d'une hauteur de 1 000 pieds (environ 300 mètres) par un as de la Royal Air Force, le lieutenant James Alfred Keating, de nationalité américaine. Il a remporté six victoires dans les environs de Falvy qui lui ont valu la Distinguished Flying Cross.
Le village subit des destructions lors des combats de la Première Guerre mondiale,.
Considéré comme détruit à la fin de la guerre, il a été décoré de la Croix de guerre 1914-1918 le 27 octobre 1920.
.

## Politique et administration

### Rattachements administratifs et électoraux
La commune se trouve dans l'arrondissement de Péronne du département de la Somme. Pour l'élection des députés, elle fait partie depuis 1958 de la cinquième circonscription de la Somme.
Elle faisait partie depuis 1801 du  canton de Nesle. Dans le cadre du redécoupage cantonal de 2014 en France, la commune est désormais rattachée au canton de Ham.

### Intercommunalité
La commune  faisait partie de la communauté de communes du Pays Neslois (CCPN), créée fin 2001, et qui succédait au district de Nesle, créé par arrêté préfectoral du 22 mai 1964.
La loi portant nouvelle organisation territoriale de la République (Loi NOTRe) du 7 août 2015, prévoyant que les établissements publics de coopération intercommunale (EPCI) à fiscalité propre doivent avoir un minimum de 15 000 habitants, le schéma départemental de coopération intercommunale (SDCI) arrêté par le préfet de la Somme le 30 mars 2016 prévoit notamment la fusion des communautés de communes du Pays Hamois et celle du Pays Neslois, afin de constituer une intercommunalité de 42 communes groupant 20 822 habitants, et précise qu'il « s'agit d'un bassin de vie cohérent dans lequel existent déjà des migrations pendulaires entre Ham et Nesle. Ainsi Ham offre des équipements culturels, scolaires et sportifs (médiathèque et auditorium de musique de grande capacité, lycée professionnel, complexe nautique), tandis que Nesle est la commune d'accueil de grandes entreprises de l'agroalimentaire ainsi que de leurs sous-traitants ».
La fusion intervient le 1er janvier 2017 et la nouvelle structure, dont la commune fait désormais partie, prend le nom de communauté de communes de l'Est de la Somme,.

### Liste des maires
| Période                                  | Période                      | Identité           | Étiquette | Qualité                        |
| ---------------------------------------- | ---------------------------- | ------------------ | --------- | ------------------------------ |
| Les données manquantes sont à compléter. |                              |                    |           |                                |
| mars 2001                                | 2008                         | Jean-Louis Duclaux | UMP       |                                |
| mars 2008                                | 2014                         | Albert Desmidt     |           |                                |
| mars 2014                                | En cours (au 8 octobre 2020) | Frédéric Lecomte   |           | Réélu pour le mandat 2020-2026 |

## Population  et société

### Démographie
L'évolution du nombre d'habitants est connue à travers les recensements de la population effectués dans la commune depuis 1793. Pour les communes de moins de 10 000 habitants, une enquête de recensement portant sur toute la population est réalisée tous les cinq ans, les populations de référence des années intermédiaires étant quant à elles estimées par interpolation ou extrapolation. Pour la commune, le premier recensement exhaustif entrant dans le cadre du nouveau dispositif a été réalisé en 2005.

En 2022, la commune comptait 162 habitants, en évolution de +9,46 % par rapport à 2016 (Somme : −1,26 %, France hors Mayotte : +2,11 %).
| 1793 | 1800 | 1806 | 1821 | 1831 | 1836 | 1841 | 1846 | 1851 |
| ---- | ---- | ---- | ---- | ---- | ---- | ---- | ---- | ---- |
| 360  | 384  | 368  | 391  | 436  | 442  | 480  | 510  | 528  |

| 1856 | 1861 | 1866 | 1872 | 1876 | 1881 | 1886 | 1891 | 1896 |
| ---- | ---- | ---- | ---- | ---- | ---- | ---- | ---- | ---- |
| 490  | 480  | 425  | 385  | 355  | 321  | 342  | 350  | 328  |

| 1901 | 1906 | 1911 | 1921 | 1926 | 1931 | 1936 | 1946 | 1954 |
| ---- | ---- | ---- | ---- | ---- | ---- | ---- | ---- | ---- |
| 316  | 299  | 263  | 163  | 179  | 179  | 157  | 149  | 138  |

| 1962 | 1968 | 1975 | 1982 | 1990 | 1999 | 2005 | 2006 | 2010 |
| ---- | ---- | ---- | ---- | ---- | ---- | ---- | ---- | ---- |
| 119  | 118  | 108  | 116  | 106  | 100  | 125  | 127  | 128  |

| 2015 | 2020 | 2022 | - | - | - | - | - | - |
| ---- | ---- | ---- | - | - | - | - | - | - |
| 146  | 159  | 162  | - | - | - | - | - | - |

### Enseignement
Les enfants de la commune sont scolarisés au sein d'un regroupement pédagogique intercommunal (RPI)  qui rassemble les communes de  Saint-Christ-Briost,     Épénancourt,  Cizancourt, Falvy, Pargny,  Ennemain et Athies.
Le Sisco des Étangs de la Haute-Somme assure la gestion financière.

## Culture locale et patrimoine

### Lieux  et monuments
Église Sainte-Benoite,,
L'église placée sous le patronage de sainte Benoîte d'Origny, avait autrefois des dimensions en rapport avec une population plus importante. L'église Sainte-Benoîte trouve en effet son origine comme chapelle du château fort démantelé par Louis XIII. Les parties conservées de l'édifice primitif, comme le clocher, la nef et le portail à la Tudor, etc. attestent une construction de la belle époque romane. La richesse de l'architecture témoigne de la foi des anciens seigneurs.
Le sanctuaire, sans doute remanié, comme la magnifique chapelle du midi offre des caractères de style ogival flamboyant.
À défaut des écussons supprimés dans les pendentifs des élégantes voûtes de l'intérieur, se retrouve, au dehors, parmi les riches sculptures conservées des contreforts, le lion héraldique de la maison de Vendôme, propriétaire de la seigneurie du lieu aux XVe et XVIe siècles (dont Henri IV a hérité). D'origine romane, la construction date de 1140 remaniée au XVe siècle, elle se distingue par un mélange de styles roman et gothique.
Cette église, on le voit, se remarquait autant par l'élégance de son architecture que par la richesse de ses ornementations. Mais, comme tant d'autres, elle a été victime du vandalisme révolutionnaire (1792) qui l'a dépouillée de ses ornements et en a brisé l'harmonie par la destruction des bas-côtés. Les arcades permettant d'y accéder ont été murées, donnant aux murs l'aspect actuel.
L'abside a été transformée au XVe siècle et, sur le côté sud, Marie de Luxembourg a fait construire une chapelle considérée comme un chef-d'œuvre de l'art gothique.
Dans le transept de gauche, on peut aussi remarquer un beau christ du XVIe siècle. À ses pieds gisent les membres des seigneuries de Y et de Falvy.
Sur les murs, alignées comme des stations du chemin de croix, les armes des seigneurs qui possédaient cette église, nous racontent une belle page de son histoire.
On remarquera bien sûr le blason d'Henri IV, qui vendit le fief de Falvy et son église 5 000 écus pour les beaux yeux de Gabrielle d'Estrées. (information sujette à caution, voir histoire).
Une vitrine présente également une jolie collection d'objets retraçant l'histoire locale du néolithique à la Première Guerre mondiale.
Devant une autre châsse, le visiteur pourra également s'attarder devant une rétrospective des rois de France et de leur monnaie, depuis huit siècles d'histoire dont ont été témoins les vieilles pierres de Sainte-Benoîte.
L'église est éclairée intérieur et extérieur, intérieur sonorisé. Fortement abîmée en 1914, parfaitement remise en état.
Visite libre - renseignements voir les offices de tourisme Ham - Péronne.
Étangs de la Haute-Somme.
Canal de la Somme.

### Personnalités liées à la commune
Vers l'an 1000 vivait Yves, seigneur de Nesle, père d'Ives et de Dreux, seigneur de Nesle et de Falvy. Il se distingua à la croisade et est qualifié vir fortis et princeps terrœ Galliarum Dogo de Nahella, père de Raoul, 1119, allié à la fille de Guillaume II, comte de Soissons, et d'Ade, héritière de ce comté, descendue des anciens comtes de Vermandois, issus de Charlemagne ; d'où Yves de Nesle, seigneur de Nesle et de Falvy, comte de Soissons, sans enfants de Yolande de Hainaut ; Dreux, sans enfants ; Raoul, châtelain de Bruges, en Flandre ; Thierry, archidiacre de Cambray... Gertrude, héritière de Nesle, épousa Raoul de Clermony, ce qui donna lieu à la seconde maison de Nesle, dite de Clermont[réf. nécessaire].
Liste de seigneurs de Falvy
- 1097 : Drogon seigneur de Nesle

Blason de Guillaume de Falvy
Écartelé : I et IV, d'hermine, à la croix de gueules, chargée de cinq coquilles d'or (Falvy) ; au II et III, d'azur, semé de fleurs de lis d'argent (Bazentin), sur le tout de gueules, à deux bars adossés, trefflés d'or (Clermont-Nesle), le tout au filet en bordure de gueules. Cimier : Une chauve-souris s'essorant de sable, entre deux plumes de faisan d'or, une capeline aux armes.

- 11?? : Raoul I de Nesle, seigneur de Nesle et de Falvy, donna en 1119 le moulin de Falvy-sur-Somme à l'église de Saint-Quentin.
- 1135-1153 : Raoul II de Nesle, châtelain de Bruges, parut à la cour du comte de Flandre. Était apparemment mort en 1157 puisqu'il n'est point fait mention de lui dans le testament du comte son frère.
- 1146 : Yves III de Soissons
- 1157 : Yves de Nesle
- 1175 : Église des Prémontrés
- 1177 : Jean de Nesle, châtelain de Bruges après la mort de son père, hérita des seigneuries de Nesle, de Falvy et de la Herelle cette année-là. Il fut un grand seigneur dans la cour de Flandre, d'où il sortit mécontent en 1212. Il se retira dans ses terres de Picardie, y mourut en 1214 et fut enterré dans l'abbaye d'Orcamp.
- 1214 (?) : Jean II de Nesle, celui-ci est probablement mort sans descendance, car c'est son frère Raoul de Nesle (décédé avant février 1225) qui fut le père de Jean III (de Nesle, bien sûr). Note : ce point reste à confirmer.
- 1231 : Jean de Nesle intervient en mars 1231 dans une charte de Jean de Béthencourt, au titre de seigneur dominant d'une terre appartenant à feu Symon de Coquerel sur le chemin de Nesle à Béthencourt (voir : Jürgen Klötgen,"Une charte rare et inédite de Jean de Béthencourt (1231)", in Revue Historique et Archéologique du Maine, Le Mans,2005,t. CLVI,p. 321-330).
- 1270 : Jehan (ou Jean) III de Nesle, seigneur de Falvy et de la Herelle, devint comte de Ponthieu par sa seconde femme, fut avec ses fils de l'expédition du roi Louis IX de France en Afrique l'an 1270, marcha en 1271 avec douze chevaliers de sa compagnie, dont trois bannerets, à la suite du roi Philippe le Hardi contre le comte de Foix. Il vivait encore en 1289.
- 1324 : Jean de Vendeuil II
- 1400 : Famille de Béthune
- 1435 : Louis de Luxembourg
- Jean de Bar, seigneur de Falvy
- 1477 : Marie du Luxembourg. François de Bourbon Vendôme
- 1515 : Famille de Valencay
- 1566 : Prince de Navarre
- 1589 : Henri de Navarre - Henri IV
- fin 1592 : François d'Amerval se marie discrètement à Noyon avec Gabrielle d'Estrées. Le roi Henri IV lui fait don de la seigneurie de Falvy-sur-Somme, du domaine de Saint-Lambert (canton de Marle), ainsi que de 8000 écus. La raison de ce don se trouve facilement par la consultation de la biographie d'Henri IV (ses relations avec Gabrielle d'Estrées).
- 1611 : Isaac- seigneur de Saint-Simon
- 1629 : Destruction du château ordonnée par Louis XIII (dans le cadre du démantèlement des forteresses médiévales)
- 1780 : Balthazar de Saint-Simon Rouvroy
- 1789 : Claude Henri de Saint Simon

## Héraldique
| Blason de Falvy | Blason  | Burelé d'argent et d'azur, à la bande de gueules brochant sur le tout.                           |
| Blason de Falvy | Détails | Le statut officiel du blason reste à déterminer.                                                 |
| Blason de Falvy | Alias   | Fascé d'argent et d'azur de dix pièces, au lion de gueules, couronné d'or, brochant sur le tout. |

Nesle de Falvy en Picardie. Burelé d'argent et d'azur de dix pièces, brisées d'une bande de gueules sur le tout.
Ou encore : Néelle de Falvy Burelé d'argent et d'azur, à la bande de gueules, brochant sur le tout. Cri : SOISSONS !